# Nigula (Lääne-Nigula)
Nigula est un village de la commune de Lääne-Nigula du comté de Lääne en Estonie.
Au 31 décembre 2011, il compte 177 habitants.